# Jean Benoît (artiste)
Pour les articles homonymes, voir Jean Benoît et Benoît.
Jean Benoît, né le 27 août 1922 à Québec et mort le 20 août 2010 à Paris, est un artiste plasticien surréaliste français d'origine québécoise.

## Biographie
À l'âge de 15 ans, Jean Benoît entre à l'École des beaux-arts de Québec. En 1942, il s'installe à Montréal et, toujours aux Beaux-arts, suit le cours d'Alfred Pellan qui l'initie, dès 1943, aux Manifestes du Surréalisme et au jeu du cadavre exquis. Sous le pseudonyme « Je Anonyme », il signe le manifeste Prisme d'yeux (1948).
Avec son épouse, l'artiste Mimi Parent, il part, en 1948, pour Paris et y rencontre André Breton en 1959. C'est à Paris qu'il suivra les cours en ethnologie au Musée de l'Homme qui l'inciteront à aller à la rencontre des arts premiers, surtout en Océanie avec Pierre Langlois, dès 1967.
Le 2 décembre 1959, en marge de l'exposition internationale du Surréalisme dédiée à Éros, dans l'appartement de Joyce Mansour, Jean Benoît présente son « Exécution du testament du marquis de Sade » devant un public confidentiel dont André Breton et Matta. Au terme de cette présentation, il s'applique sur la poitrine un fer rougi portant les quatre lettres SADE. Matta fait de même. Le journal Arts accorde une page complète à l'exposition et une demi-page au cérémonial. Alain Jouffroy écrit : « L'acte lui-même, qui consiste à se brûler aux lettres de Sade, dans un monde aussi bavard et aussi peu enclin aux gestes que l'est celui où nous vivons en ce moment à Paris, est, à mon sens un défi. Défi aux conformismes, défi aux paresses, défi au sommeil, défi à toutes les formes d'inertie, dans la vie comme dans la pensée. »
Il participe également aux expositions de 1961, celle de New-York (IXe Exposition internationale du Surréalisme : Surrealist Intrusion in the Enchanters'Domain, organisée par Marcel Duchamp et André Breton à la Galerie d'Arcy et à celle de Milan : Mostra internazionale des surrealismo qui se déroule à la Galerie Schwarz. Mais encore à celle de Sao Paulo, en 1967, A Phala, tenue à la Fondation Armando Alvarez Penteado (FAAP), aux côtés de Leonora Carrington, Gabriel Derkevorkian, Jean Terrossian, ou celle de Brnö en 1968, Le principe de plaisir…
En 1963, Jean Benoît rejoint le mouvement Panique, fondé par Arrabal et Topor, et auquel prend part le peintre et cinéaste Alejandro Jodorowsky. Il réalise alors des dessins de costumes pour deux personnages - le nécrophile et la première communiante - de la pièce d'Arrabal, La Communion solennelle, dessins publiés avec le texte de la pièce dans la revue La Brèche n°4.
En 1965, en réponse à une lettre d'une conservatrice du Musée de Besançon, André Breton le cite parmi les dix créateurs les plus authentiques de ces vingt dernières années. La même année, Jean Benoît participe à la XIe exposition internationale du surréalisme intitulée L'Écart absolu, à la galerie de la revue L'Œil, à Paris, dans laquelle il apparaît en costume de nécrophile, en hommage au Sergent Bertrand, costume dont le poète Radovan Ivsic réalisa des photographies et au dos duquel il écrit : « Mort, la vie te guette ».

## Œuvres
Illustration
- Rapaces, de Joyce Mansour, couverture 1960

Écrit
- Prisme d'yeux, 1948

Sculptures et costumes
- Exécution du testament du marquis de Sade, 1950, sculpture et installation. André Breton : « Il y a des testaments qui sautent les murs pour aller chavirer dans les yeux des loups… »[5]
- L'Art si difficile d'être sincère sans être ridicule, 1964
- Le Bouledogue de Maldoror, 1965-1966 (gants de cuir de petites filles et tessons de bouteille)[6]
- Le Nécrophile, 1965[7]
- L'Antiquité fin du XXe siècle, 1965
- Théorie de perversité, canne, 1991/92